# Bruinwangral
De bruinwangral (Rallus indicus) is een vogel uit de familie van rallen (Rallidae).

## Verspreiding en leefgebied
Deze soort komt voor van oostelijk Siberië tot Japan en overwintert in Zuidoost-Azië en Borneo.